# Дерарту Тулу
Дерарту Тулу  (амх. ዻራርቱ ቱሉ, 21 березня 1972) — ефіопська легкоатлетка, олімпійська чемпіонка. Двоюрідна сестра Тірунеш Дібаби, Гензебе Дібаби та Еджегайєху Дібаби.
Переможниця Лондонського марафону (2001).

## Виступи на Олімпіадах
| Олімпіада      | Дисципліна           | Місце |
| -------------- | -------------------- | ----- |
| Барселона 1992 | біг на 10 000 метрів | 1     |
| Атланта 1996   | біг на 10 000 метрів | 4     |
| Сідней 2000    | біг на 10 000 метрів | 1     |
| Афіни 2004     | біг на 10 000 метрів | 3     |